# .nc
.nc là tên miền quốc gia cấp cao nhất (ccTLD) của New Caledonia.
Tên miền cấp 2 nc.us, cùng với tên miền quốc gia .us, dành cho bang Bắc Carolina thuộc Mỹ, nhưng không có sự liên quan nào đến tên miền quốc gia cấp cao nhất.nc.
Chỉ có công ty đăng ký ở New Caledonia được phép đăng ký tên miền.nc.